# Kim Yoon-ok
Kim Yoon-ok (en hangeul 김윤옥), née le 26 mars 1947 à Jinju, est une académicienne sud-coréenne, ainsi que la Première dame de Corée du Sud de 2008 à 2013, en tant que femme du président Lee Myung-bak. Elle est principalement connue pour sa volonté de faire découvrir la cuisine coréenne à l'international durant son mandat.

## Biographie

### Jeunesse
Kim Yoon-ok est née le 26 mars 1947 à Jinju, de parents fonctionnaires. Elle est la cadette d'une fratrie de six enfants, et déménage tôt à Daegu, où elle effectue sa scolarité. Comme trois premières dames sud-coréennes avant elle, elle obtient effectue ses études à l'université pour femmes Ewha. Elle y obtient un diplôme en éducation pour la santé.
Elle rencontre Lee Myung-bak par l'intermédiaire de son frère, puis l'épouse le 19 décembre 1970, le jour de l'anniversaire de son mari. En effet, ce dernier ayant un emploi du temps très chargé, il propose à Kim Yoon-ok de se marier le jour de son anniversaire, afin d'être sur de ne pas oublier la date. 
Elle complète son éducation avec une formation de management pour femmes à l'université Yonsei en 1995, puis par un programme de leadership féminin à l'université pour femmes Sookmyung.

### Avant d'être Première dame

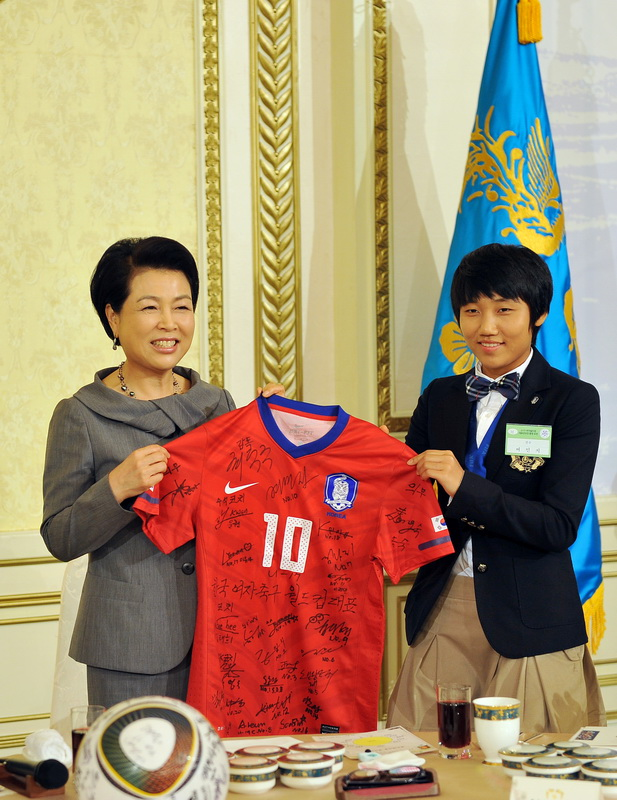
Kim Yoon-ok et la footballeuse sud-coréenne Yeo Min-ji en 2010.

Pendant la carrière de son mari à Hyundai, elle reste femme au foyer, et s'occupe principalement de ses enfants. En parallèle de la carrière politique de son mari en tant que maire de Séoul, elle s'implique dans de nombreuses associations caritatives, aidant notamment les enfants dans les hôpitaux, ainsi que les sans-abris. Elle est également nommée présidente de l'association des anciens élèves de son parcours à l'université Yonsei en 2002.
Alors que les enfants de son mari s'opposaient à la candidature de ce dernier à l'élection présidentielle, elle l'a soutenu, estimant qu'elle « ne devait pas être un rempart aux ambitions de son mari ».

### Première dame de Corée du Sud

#### Promotion de la cuisine coréenne

##### Engagements et mise à l'honneur
La cause principale d'engagement de Kim Yoon-ok lors de son rôle de Première dame de Corée du Sud est la diffusion de la cuisine coréenne à travers le monde,. En effet, elle lance en 2009 un groupe de promotion de la cuisine coréenne à l'international, financé par le gouvernement sud-coréen. Elle occupe le poste de présidente d'honneur de ce groupe, estimant que la promotion de la cuisine coréenne est à la fois une nécessité en termes de culture et d'économie pour le gouvernement. Elle s'entoure ainsi d'une équipe d'experts afin de développer une diversité d'expériences culinaires à exporter à travers le monde et d'imposer la cuisine coréenne comme ressource touristique et culturelle. Ce projet s'inscrit dans le projet de diffusion de la culture coréenne à l'étranger, ou Hallyu, et souhaite établir la cuisine coréenne comme l'une des cuisines les plus populaires dans le monde,. En plus d'améliorer l'image de la Corée du Sud dans le monde, cette campagne de promotion vise également à attirer les touristes, de stimuler l'exportation des produits agro-alimentaires coréens et de créer des emplois. Les stratégies de promotion employées par la Première dame sont variées : publication de livre de recettes, festivals, bourses pour l'ouverture de restaurants à l'étranger ou formation de chefs étrangers,. La science est également utilisée, des scientifiques coréens cherchant à créer un « goût parfait pour les étrangers », afin d'adapter des goûts particuliers aux papilles étrangères.  

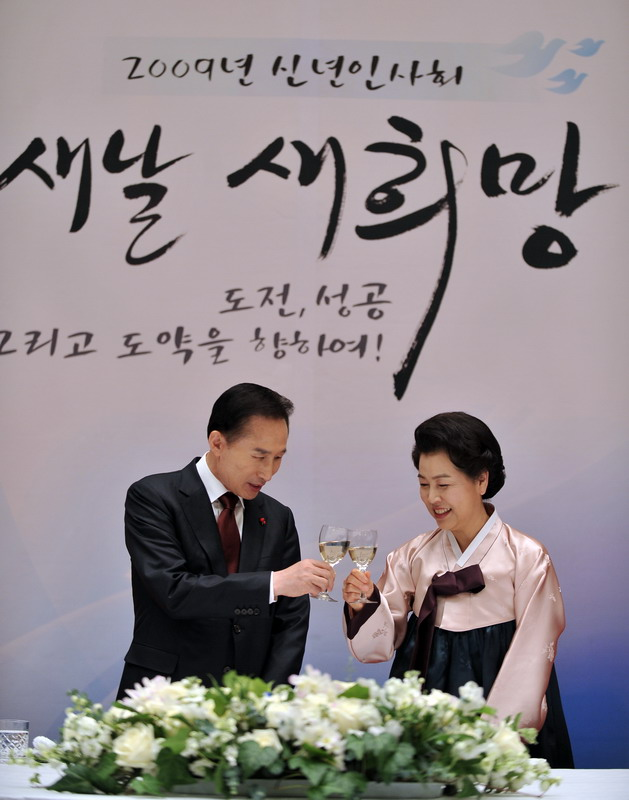
Kim Yoon-ok et son mari Lee Myung-bak lors de leurs vœux adressés aux coréens en 2009.

Plusieurs plats traditionnels coréens, comme le kimchi, le bibimbap ou le tteokbokki sont choisis pour être les produits phares à mondialiser, tandis que le service coréen de la culture et de l'information développe des produits touristiques sur le thème de la cuisine coréenne. Les recettes et stratégies de promotion varient également selon les pays ciblés. Par exemple, le porc est remplacé par d'autres viandes au Moyen-Orient pour s'adapter au halal, tandis que la communication en Europe s'effectue principalement sur l'aspect sain de la cuisine coréenne. Ainsi, aux États-Unis, un chef s'inspire du bibimbap pour en développer un burger, conservant ainsi des goûts et saveurs saveurs traditionnels, tout en modernisant le plat. Des groupes de K-pop, comme Super Junior, sont également recrutés pour faire la promotion de la cuisine coréenne, commandant des chansons vantant les louanges de la cuisine coréenne et les intronisant ambassadeurs honoraires de cette dernière. Kim Yoon-ok elle même s'implique dans la promotion de la cuisine coréenne en écrivant un livre sur l'histoire de la cuisine coréenne en amont du sommet du G20 se déroulant à Séoul en 2010.  
La cuisine coréenne est également mise à l'honneur lors de sommets internationaux, comme dans des réunions de l'ASEAN organisées en Corée du Sud. En effet, lors de cet évènement, Kim Yoon-ok choisit personnellement les plats servis aux invités, afin de promouvoir la cuisine coréenne, et d'en faire la première étape de sa mondialisation. En plus des dirigeants asiatiques, plusieurs journalistes étrangers sont présents à l'évènement, et découvrent ainsi la cuisine coréenne. Similairement, lors d'un sommet sur la dénucléarisation organisé en 2012 par son mari, elle s'occupe personnellement des repas servis aux premières dames en visite dans le pays,.   
Lors de ses voyages à l'international, Kim Yoon-ok continue de se faire l'ambassadrice de la cuisine coréenne, cuisinant notamment du kimchi avec son homologue japonaise Miyuki Hatoyama, ou préparant du pajeon, une crêpe aux fruits de mer et à l'échalote, aux vétérans de la guerre de Corée lors d'une visite à Washington. Elle déclare ainsi vouloir donner une image plus positive de son pays aux vétérans, « qui ne doivent pas avoir de souvenirs très positifs de la péninsule coréenne » selon elle. Des denrées typiquement sud-coréennes sont également envoyées à des pays souffrant de famine, la Corée du Sud souhaitant « rendre la pareille, après avoir reçu l'aide internationale lorsqu'elle était dans le besoin », selon Kim Yoon-ok.   

##### Critiques du projet
Ce projet subit des critiques de la part du parti d'opposition, principalement en raison de son budget de 24,2 milliards de wons. Ce budget est notamment critiqué en raison du fait que la part du budget alloué à la vaccination des nouveau-nés et à la protection des enfants sous-alimentés est réduit en faveur de ce projet. La gestion de ce budget est également critiquée, jugée loufoque, avec des dépenses démesurées. La création d'un institut dédié au tteokbokki, un gâteau de riz coréen, ayant couté plus de 5 millions de dollars, est ainsi sous le feu des critiques.
Ce projet subit également des critiques sur le fond, les exportations coréennes n'étant pas améliorées par ce programme. En effet, la plupart des plats, comme le kimchi, ne nécessite pas de produits coréens pour être réalisés, et ainsi ne contribue pas à l'export. Les projets d'implantation de restaurants coréens dans différentes grandes villes ont été également critiqués, d'une première part pour leur budget, jugé démesuré, mais également car le gouvernement s'est aliéné les restaurateurs coréens déjà sur place, pour qui cette concurrence était déloyale,. Les publicités mettant en scène des célébrités coréennes peu connues à l'étranger sont également critiquées pour leur manque d'impact. Le manque de résultats tangibles est également critiqué.
La publication du livre de Kim Yoon-ok promouvant la cuisine coréenne fait également scandale, ce dernier étant accusé d'être un outil de propagande politique visant à améliorer l'image de la Première dame. En effet, la Maison-Bleue aurait exigé auprès de la maison d'édition que le livre soit « rempli d'images et de contenus mettant en valeur la Première dame Kim Yoon-ok et son mari, le président Lee Myung-bak », malgré les promesses initiales de ne pas faire de cet ouvrage un ouvrage de politique, mais bien un outil pour promouvoir la cuisine coréenne à travers le monde.

#### Autres engagements

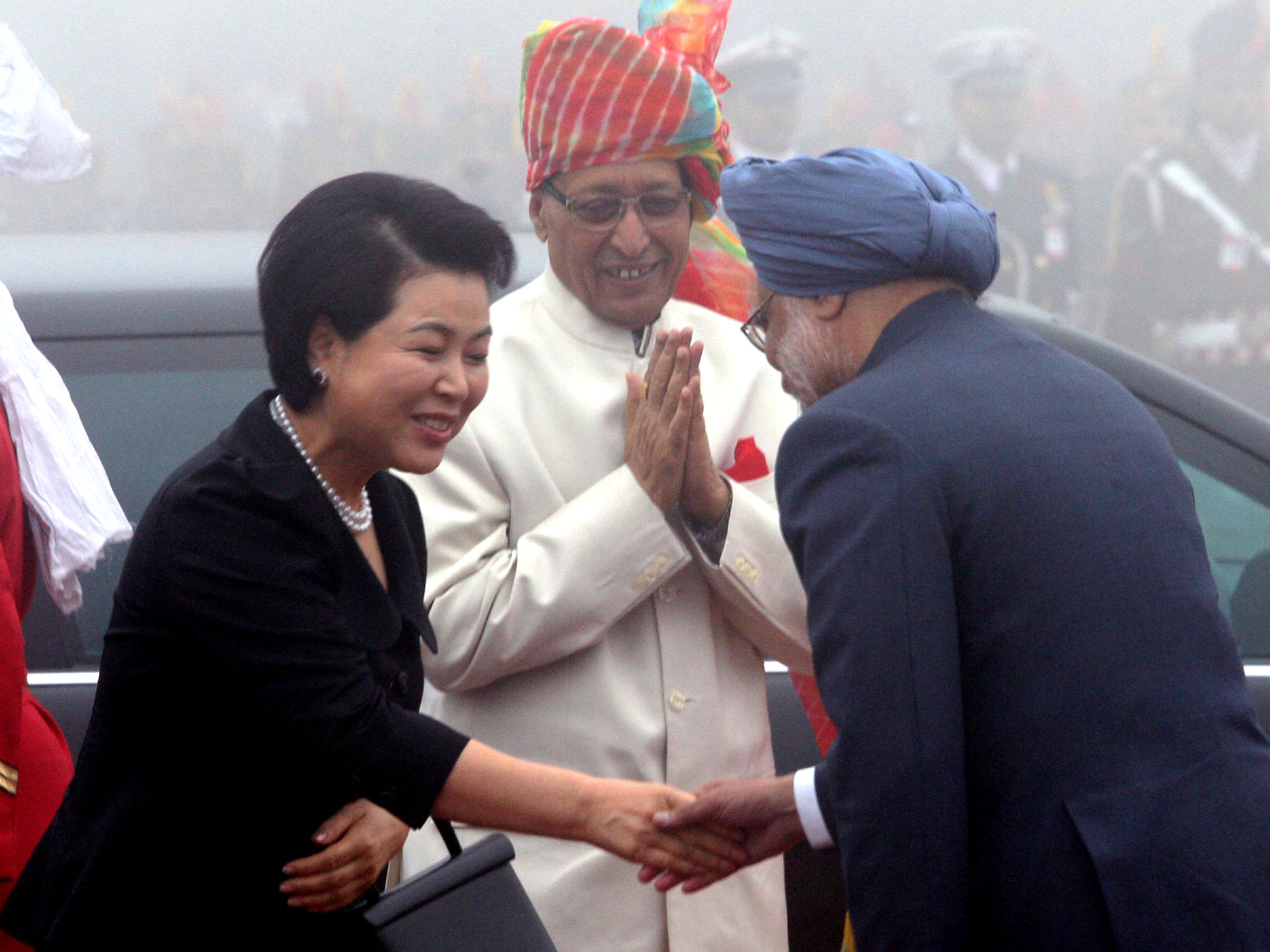
Manmohan Singh qui reçoit Kim Yoon-ok lors d'un voyage officiel en Inde en 2010.

En tant que Première dame, elle s'engage dans d'autres projets, notamment l'égalité d'opportunités pour tous les coréens, notamment l'insertion des personnes handicapées dans la société. Elle s'implique également dans la promotion d'une « croissance verte » en Asie du Sud-Est, avec un rôle de premier plan pour les femmes asiatiques dans cette croissance. Une fondation à son nom et à celui de son mari est créée par ce dernier afin de promouvoir la croissance verte et de faciliter l'insertion de jeunes issus de milieux défavorisés dans la société coréenne. 
Comme plusieurs premières dames sud-coréennes avant elle, elle est nommée présidente d'honneur de l'International Vaccine Institute situé à Séoul. 
Elle est également la première femme de chef d'état sud-coréen à avoir des montres gravées à son nom. En effet, si les présidents sud-coréens possèdent tous des montres gravés à leur nom, qu'ils offrent en remerciement de service rendus au pays, Kim Yoon-ok est la première à avoir un modèle à son nom. 

#### Politique internationale
En tant que femme de chef d'État, Kim Yoon-ok accompagne régulièrement son mari lors de visites d'État officielles. Ainsi, elle est reçue par le couple présidentiel américain Barack et Michelle Obama en 2011, et visite avec son homologue américaine un lycée où se trouvent plusieurs étudiants coréens. 
Inversement, lorsque son pays reçoit des chefs d'État étrangers, comme lors du sommet du G20 se déroulant à Séoul en 2010, elle participe à l'accueil des femmes des chefs d'État, en organisant des visites culturelles et des repas visant à capturer « l'essence et la beauté de la Corée », selon ses propres termes. 
En association avec l'ambassade sud-coréenne en Inde, elle s'implique également dans le développement des liens d'amitié entre les deux pays, organisant par exemple des cérémonies littéraires en Inde,.

### Après la présidence et postérité

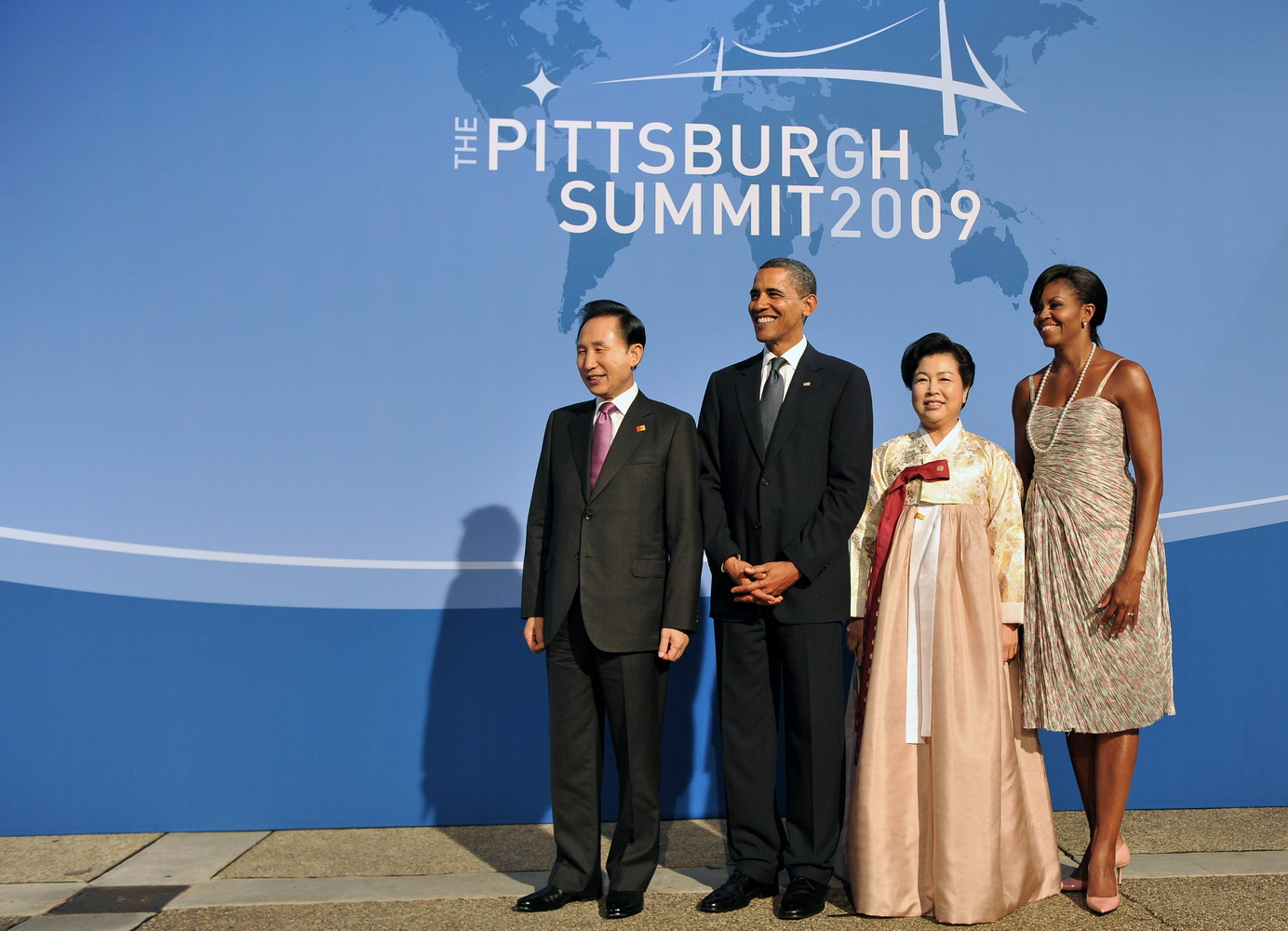
Lee Myung-bak, Barack Obama, Kim Yoon-ok et Michelle Obama lors du sommet du G20 de 2009 à Pittsburgh.

Durant le mandat de son mari, Kim Yoon-ok et son mari achètent une maison en banlieue de Séoul pour y passer leur retraite. Néanmoins, de nombreuses irrégularités sont constatées lors de l'achat de la maison, et l'ancien couple présidentiel est accusé de corruption, d'abus de pouvoir et de fraude pour l'achat de cette maison,.  
Dès la fin du mandat de son mari, le budget alloué au programme de mondialisation de la cuisine coréenne est revu à la baisse, l'assemblée coréenne admettant l'échec du projet et la nécessité d'une révision massive du programme. Ce projet est considéré a posteriori comme une perte de temps, d'argent et d'efforts. Le projet, bien qu'étant un échec, n'est néanmoins pas abandonné, mais largement réévalué.  
Après la présidence, son mari Lee Myung-bak est mis en examen, puis condamné en octobre 2018 à quinze ans de prison pour corruption, abus de pouvoir, détournements de fonds et évasion fiscale. Elle est elle même accusée d'avoir reçu des pots-de-vin durant cette période, notamment de membres du groupe Woori Finance Holdings,,. En plus d'accusation de corruption, elle est également accusée d'avoir détourné des fonds dédiés à son association gouvernementale de promotion de la cuisine coréenne pour son usage personnel, en puis d'avoir utilisé l'argent de l'État pour des achats personnels lors de voyages à l'étranger,. Elle est également accusée d'avoir, avant l'ascension de son mari à la présidence, d'avoir dépensé plus de 400 000 millions de wons avec de l'argent obtenu par pots-de-vin, via la société écran de son mari,.  
Son fils est également accusé d'avoir participé dans le scandale de corruption l'entourant elle et son mari. 
Elle est jugée a posteriori par l'opinion coréenne comme étant une Première dame effacée et silencieuse, toujours située en retrait de son mari. 
Elle et son mari représentent également la Corée du Sud lors de plusieurs évènements internationaux, comme l'inauguration du George W. Bush Presidential Center.

## Vie personnelle
Kim Yoon-ok est mère de quatre enfants, trois filles et un garçon, et six fois grand-mère. Tout comme son mari, elle est protestante. Elle est la descendante de la princesse indienne Heo Hwang-ok, célèbre en Corée du Sud pour avoir épousé le roi de Geumgwan Gaya Suro (en),. 